# تپه خوش‌آباد
تپه خوش آباد در شهرستان همدان، بخش فامنین، روستای خوش آباد واقع شده و این اثر در تاریخ ۱۱ شهریور ۱۳۸۲ با شمارهٔ ثبت ۹۸۷۷ به‌عنوان یکی از آثار ملی ایران به ثبت رسیده‌است.